# Ochthebius flagellifer
Ochthebius flagellifer är en skalbaggsart som beskrevs av Manfred A. Jäch 2003. Ochthebius flagellifer ingår i släktet Ochthebius och familjen vattenbrynsbaggar. Inga underarter finns listade i Catalogue of Life.